# Montér (Hvězdná brána)
Montér je 19. epizoda 1. řady sci-fi seriálu Hvězdná brána.

## Děj
SG-1 přichází na planetu P3X-989. Ocitnou se v obrovském komplexu. Při průzkumu upadou do bezvědomí, poté co je v jedné z chodeb proskenuje záhadný paprsek. Když se SG-1 probudí mají na sobě nové oblečení a jsou bez svého vybavení. Brzy se setkávají se zvláštní postavou jménem Harlan, který tvrdí, že SG-1 jsou nyní "lepší". Harlan provází SG-1 komplexem. Když SG-1 získá zpět své vybavení, připraví se k návratu na Zemi. Harlan vytrvale protestuje a tvrdí, že SG-1 musí zůstat na planetě.
SG-1 se vrací na Zemi, kde Dr. Fraiserová zjistí, že jsou roboti. SG-1 se snaží přesvědčit, generálmajora George Hammonda, aby jim povolil návrat na P3X-989. Hammond souhlasí až ve chvíli, kdy členům SG-1 dojde energie.
Po příchodu na planetu se Harlan přizná k tomu, že z nich vyrobil roboty, ale není ochoten je "transformovat zpět" do lidské podoby. Harlan sám je také ve skutečnosti robot, poslední člen zaniklé rasy, která byla naprogramována, aby udržovala obrovské zařízení na P3X-989 v chodu. Poté, co SG-1 pomůže Harlanovi opravit závadu v objektu, jim Harlan sdělí, že SG-1 nebyla přeměněna na roboty, ale jsou duplikát skutečného týmu SG-1. Harlan nakonec propustí skutečný tým SG-1 a duplikát SG-1 zůstane s ním a pomůže mu udržovat zařízení na planetě.